# Großmarkt Rungis

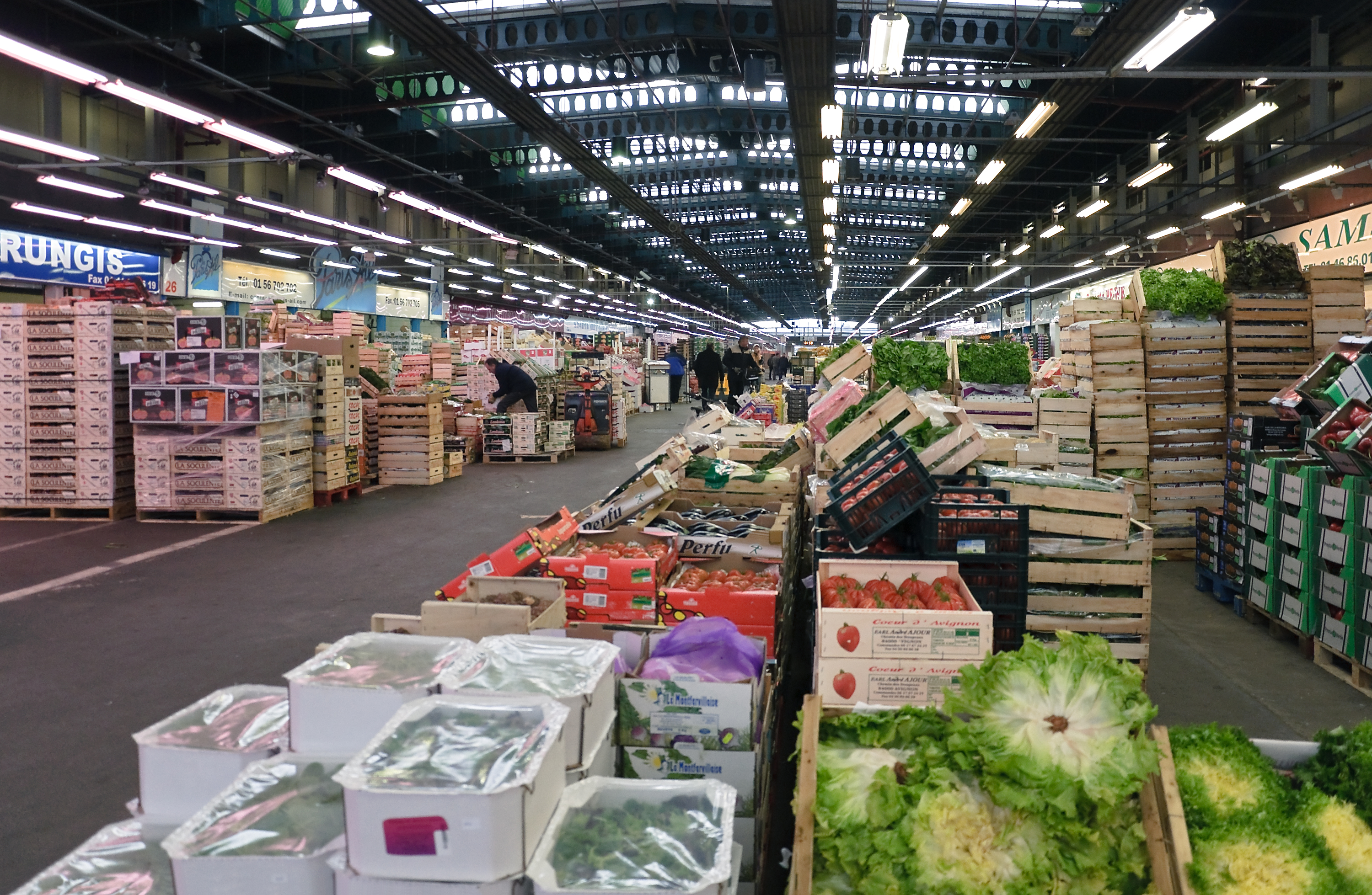
Ein Pavillon für Früchte und Gemüse

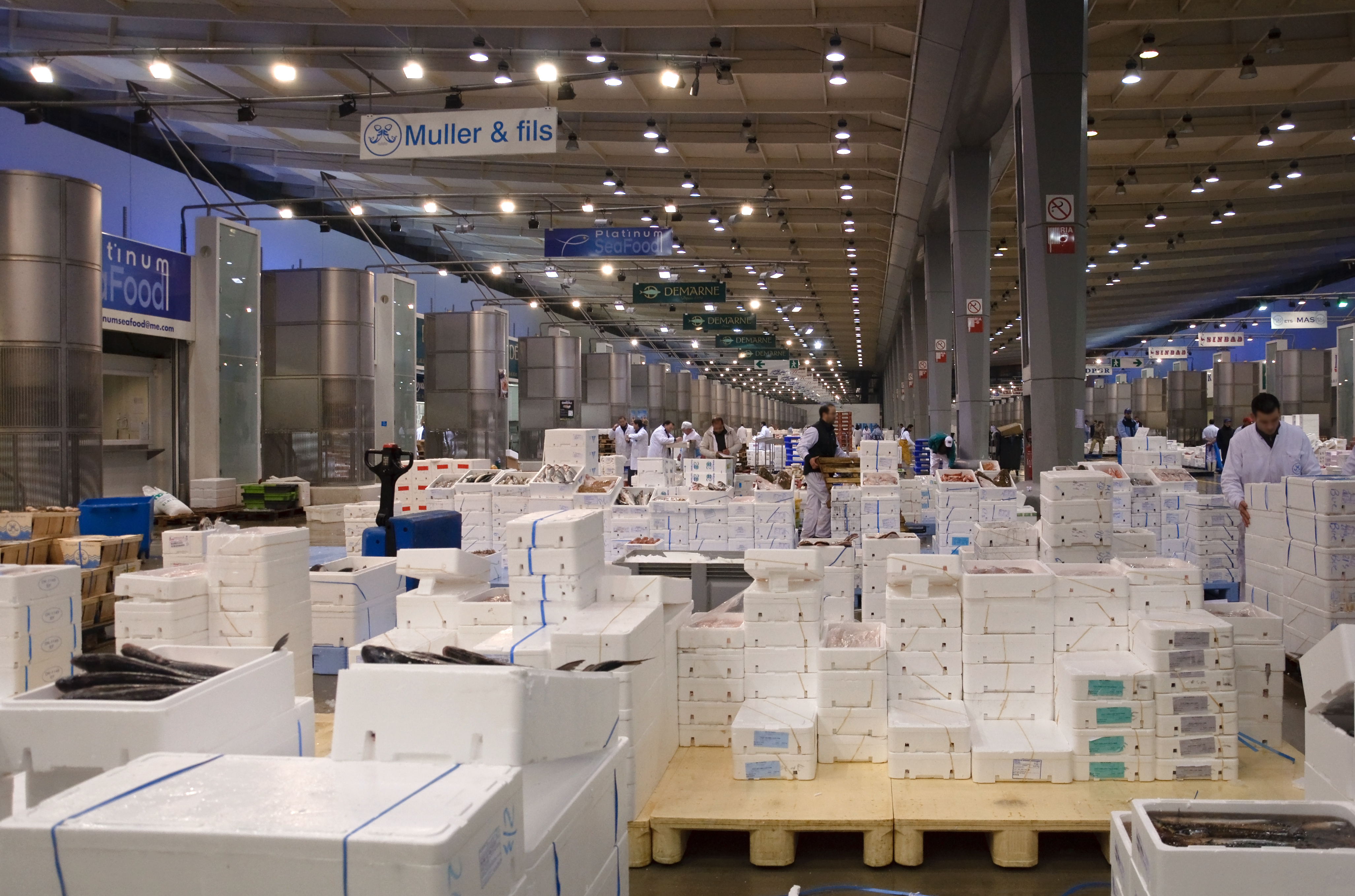
Pavillon A4 La Marée, Fischhalle

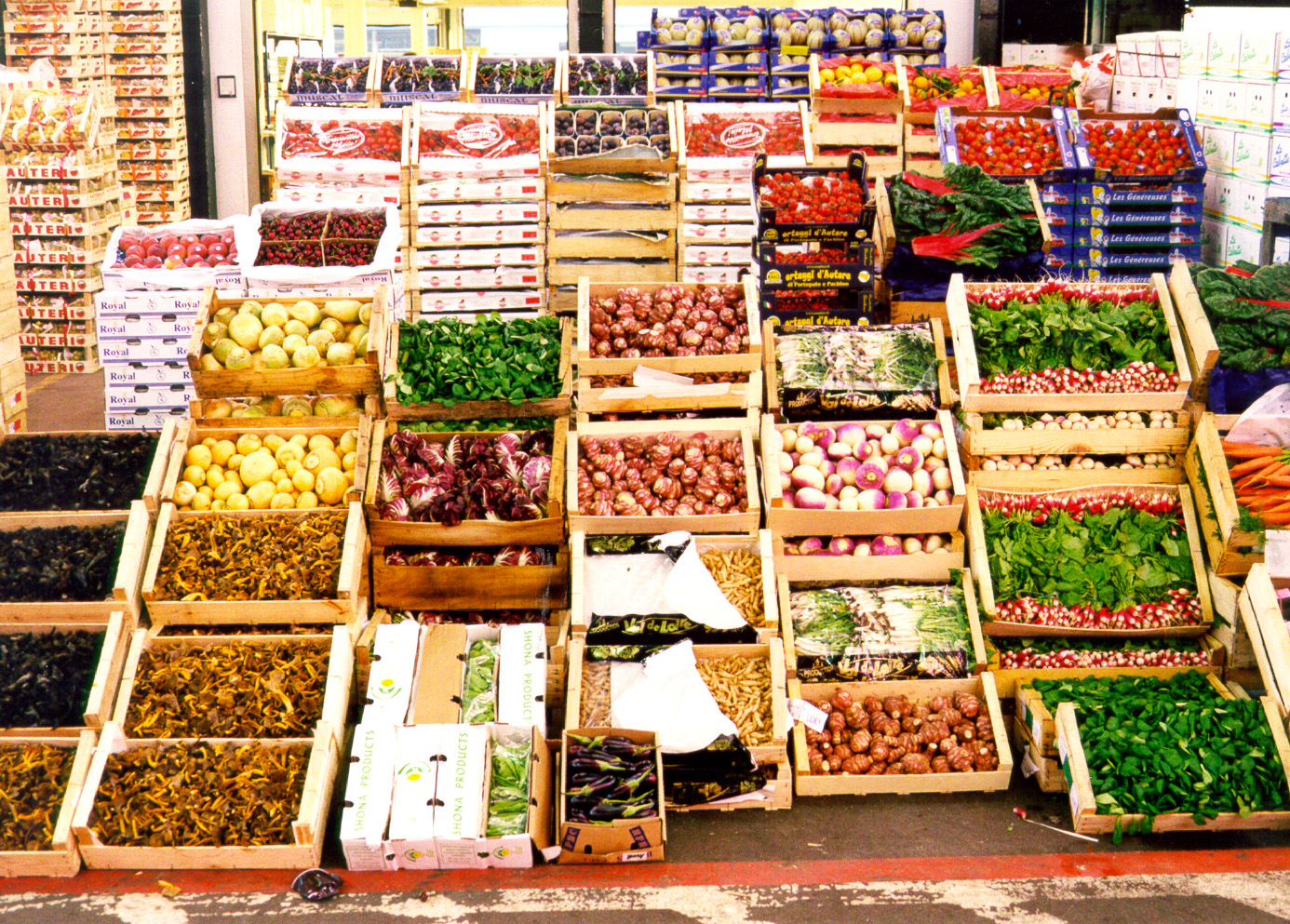
Gemüsehalle

Der Großmarkt Rungis (französisch Marché d’intérêt national de Rungis) ist der Großmarkt von Paris und der größte Großmarkt weltweit. Er liegt rund 13 Kilometer südlich vom Stadtzentrum in den Orten Rungis und Chevilly-Larue in der Île-de-France wenige Kilometer nördlich des Flughafens Paris-Orly. Betreiber ist ein öffentliches Unternehmen (französisch marché d’intérêt national, MIN), das von einem staatlichen Dienstleister Société d’économie mixte d’aménagement et de gestion du marché d’intérêt national de la région parisienne (SEMMARIS) Société Anonyme betrieben wird.

## Geschichte
Präsident Charles de Gaulle entschied 1960, dass der 12 Hektar umfassende Pariser Großmarkt vom Quartier des Halles im 1. Arrondissement an die Peripherie umziehen sollte. 1964 wurde mit den Bauarbeiten begonnen, die bis 1969 andauerten. Am 3. März 1969 fand der große Umzug der Händler statt. Die Planung und der Aufbau von Rungis war eines der größten städtebaulichen Projekte Frankreichs in der zweiten Hälfte des 20. Jahrhunderts und wurde daher auch als der Umzug des Jahrhunderts genannt (Le déménagement du siècle). 1973 schloss sich der Pariser Fleischmarkt, der seit 1950 bei La Villette mit seinen Schlachthöfen ansässig war, ebenfalls der Verlagerung nach Rungis an.
Einer der ersten deutschen Importeure war der Gastronom Karl-Heinz Wolf mit dessen Rungis Express. Rungis entwickelte sich zunehmend zu einem wichtigen Handelszentrum für die gehobene Gastronomie Europas. So etwa bildete sich 1975 in München die Interessengemeinschaft „Neue Köche“. Ihr oberstes Ziel waren „bedingungslose Qualität und Frische“. Dazu organisierten die Gründungsmitglieder Eckart Witzigmann, Otto Koch und Hans-Peter Wodarz Fahrgemeinschaften zu den Markthallen von Rungis.
Heute (2019) treffen in den Markthallen täglich Tausende Tonnen von Lebensmitteln ein, zum Beispiel Fisch und Schalentiere aus der Bretagne, Fleisch aus dem Limousin sowie Obst und Gemüse aus Südfrankreich und Spanien. Jahrzehntelang fuhr ein- bis zweimal täglich ein Güterzug von Perpignan zum Großmarkt Rungis. Im Sommer 2019 stellte das staatliche Bahnunternehmen SNCF diesen aber ein; seitdem werden die Waren von etwa 20.000 LKWs transportiert.
Elisabeth Borne, Umweltministerin im Kabinett Philippe II, möchte den Güterzug reaktivieren.
Am 25. September 2022 nachmittags wurde eine rund 8.000 Quadratmeter große Lagerhalle für Obst und Gemüse der Gruppe Les Halles Mandar durch einen Brand zerstört.

## Daten
Der Großmarkt hat neun Hallen für Gemüse, sieben für Fleisch, fünf für Milch und Käse, eine für Fisch und Meeresfrüchte sowie eine Halle für Schnittblumen.
Der Markt umfasst 234 Hektar. Somit ist die Gesamtfläche größer als das Fürstentum Monaco. 30.000 Mitarbeiter und Einkäufer und 24.000 Fahrzeuge steuern ihn täglich an. Es gibt einen eigenen Güterbahnhof.
1.200 Unternehmen sind hier tätig, davon 520 Großhändler; der Umsatz lag 2021 bei 10 Mrd. Euro.
Auf dem Gelände gibt es 23 Restaurants und Brasserien.

## Filme (Auswahl)
- So ist Paris. Spielfilm, Frankreich, 2008, 130 Min., Buch und Regie: Cédric Klapisch, Inhaltsangabe (Memento vom 26. September 2016 im Internet Archive) von Das Erste.
- Reisen für Genießer. Frankreich: Paris – Großmarkt Rungis. (OT: Escapade gourmande. Le marché de Rungis.) Dokumentarfilm, Belgien, 2010, 25:40 Min., Moderation: Guy Lemaire, Regie: Catherine Haxhe, Produktion: Unicap Télévision, RTBF, Reihe: Reisen für Genießer (OT: Escapade gourmande), deutsche Erstsendung: 14. November 2013 bei arte, Inhaltsangabe von ARD, online-Video.
- Eine Fuhre Feinkost aus Paris. Dokumentarfilm, Deutschland, 2011, 14 Min., Buch und Regie: Stefan Weiße, Produktion: WDR, Reihe: Hier und Heute, Erstsendung: 30. Dezember 2013 bei WDR Fernsehen, Inhaltsangabe von ARD.
- Rungis – Der größte Lebensmittelmarkt der Welt. Dokumentarfilm, Deutschland, 2013, 41:18 Min., Buch: Brigita Zelic, Kamera: Alexander Maßhold, Produktion: Weltenangler, n-tv, Erstsendung: 18. Dezember 2013 bei n-tv, Inhaltsangabe von Hörzu.